# Род Стјуарт
Сер Родерик Дејвид "Род" Стјуарт (енгл. Sir Roderick David "Rod" Stewart; Лондон, 10. јануар 1945) је британски рок и поп певач и текстописац.
Каријеру је започео 1961. године, а крајем шездесетих и почетком седамдесетих се обрео у две тада популарне рок групе: The Jeff Beck Group и Faces. Након распада потоње групе, 1975. године, Стјуарт се окреће соло каријери и постиже изузетне успехе: продао је око 100 милиона албума широм света, а шест његових синглова је достигло број 1 у Британији.
Двапут је примљен у Рокенрол кућу славних: као соло-уметник 1994. и са групом Faces 2012. године.
Године 2016. британска краљица Елизабета II му је доделила титулу витеза (енгл. knight).

## Дискографија
Албуми и синглови Рода Стјуарта су, према неким изворима, продати у преко сто милиона примерака док други извори наводе цифру од двеста милиона продатих примерака што га је сврстало на листи најуспешнијих музичких извођача свих времена.